# Neoitamus mussooriensis
Neoitamus mussooriensis är en tvåvingeart som beskrevs av Joseph och Parui 1984. Neoitamus mussooriensis ingår i släktet Neoitamus och familjen rovflugor. Inga underarter finns listade i Catalogue of Life.